# Sāvitrī Upaniṣat

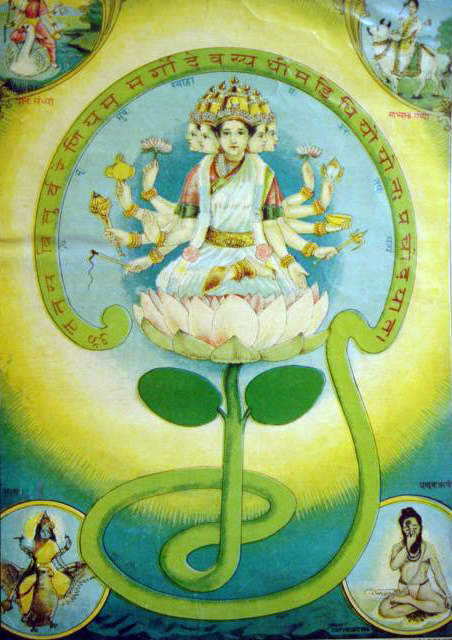
Il testo presenta Savitr e Savitri come la causa dell'universo

Il Sāvitrī Upaniṣat, con grafia inglese Savitri Upanishad (in sanscrito सावित्री उपनिषत्), è un testo sanscrito appartenente agli Upaniṣad minori dell'Induismo, al Sāmaveda e al gruppo di ventuno testi del canone Muktikā chiamati Sāmānya Vedānta.
Il titolo dell'opera letteraria si ricollega alla divinità indù del sole. Ispirandosi al mantra Gāyatrī, essa descrive la contemplazione della luce solare (Savitri-vidya) che permea l'intero universo come una manifestazione del Savitr maschile e del Savitri femminile, integrata con la natura indivisibile e non dualistica del dio creatore Brahman, secondo il credo della scuola teologica Advaita Vedānta.

## Storia
Non sono noti né l'autore né il secolo in cui la Sāvitrī Upaniṣat è stata composta. Essa è censita al numero 75 dell'antologia della lingua telugu, composta da centootto Upaniṣad del canone Muktika esposto da Rāma ad Hanuman. 
Inoltre, esistono alcuni manoscritti intitolati Svaitryupanisad.

## Contenuto
|   | Savitar                        | Savitri                   |
| - | ------------------------------ | ------------------------- |
| 1 | Prithvi (terra)                | Agni (fuoco)              |
| 2 | Varuṇa (acqua)                 | Ap (acqua)                |
| 3 | Vāyu (aria)                    | Akasha (cielo)            |
| 4 | Yajña (sacrificio del fuoco)   | Chandas (inno metrico)    |
| 5 | Stanayitnu (nube temporalesca) | Vidyut (fulmine)          |
| 6 | Aditya (sole)                  | Dyo (l'etere celeste)     |
| 7 | Chandra (luna)                 | Nakshatra (costellazioni) |
| 8 | Manas (anima)                  | Vac (parola)              |
| 9 | Purusha (uomo)                 | Stri (donna)              |

Il Sāvitrī Upaniṣat è un breve testo di quindici versi.
Il componimento si apre con due domande: «chi è il Savitr? Che cos'è il Savitri?». Ad esse segue la giustapposizione di nove coppie di entità create, ognuna delle quali è caratterizzata da una corrispondenza biunivoca fra un elemento di tipo Savitr e un altro elemento di tipo Savitri. Gli abbinamenti preferenziali sono riassunti nello schema a lato.
L'unione del principio maschile del vento e del principio femminile dell'acqua, descritta come combustibile e materia, è un caso di accoppiamento (mithuna) che, a sua volta, è causa generatrice di vita.
Al contrario, al principio maschile del fuoco corrisponde il principio femminile della terra, che è la materia e la fonte del combustibile utilizzato per scaldare e produrre energia. Secondo il Sāvitrī Upaniṣat, si manifestano sempre unitamente e il loro accoppiamento (mithuna) è causa generatrice di vita.
Il testo prosegue affermando che Yajna e Chandas sono rispettivamente Savitr maschile e Savitri femminile la cui stretta interdipendenza e accoppiamento (mithuna) è causa generatrice di vita.
I versi dal decimo al dodicesimo associano gli abbinamenti preferenziali al mantra Gāyatrī. I primi tre accoppiamenti uomo-donna appartengono al mondo della terra (Bhur), i tre centrali appartengono all'atmosfera intermedia (Bhuvar) e infine gli ultimi tre sono parte del cielo (Svar). Il tredicesimo verso afferma che la loro unione a due a due è il Savitri-vidya, la causa della fenomenologia naturale del creato, nel quale sono un tutt'uno -indiviso e indifferenziato- a immagine e somiglianza dell'identificazione del Brahman-Atman.
Gli ultimi due versi si concludono con l'esortazione a meditare i due mantra Bala e Ati-bala rivelati a un Ṛṣi che li trascrisse in metrica gayatri. Nel testo, la sequenza "A"-"U"-"M" di un Om è associata alla triade Bija-Shakti-Kilaka del mantra. La parte finale del Savitri contiene sei rappresentazioni della dea Savitri: Klam, Klim, Klum, Klaim, Klaum e Klah. Secondo l'Upanishad, se adeguatamente adorata, la dea ispira ai suoi devoti quattro scopi dell'esistenza umana: Dharma, Artha, Kama e Moksha). La riflessione sull'esperienza sensibile del Savitri-vidya aiutano a conseguire la beatitudine della coabitazione terrena col principio femminile del Savitri.